# Dolol Civé
Dolol Civé è uno degli otto comuni del dipartimento di Maghama, situato nella regione di Gorgol in Mauritania. Contava 3.318 abitanti nel censimento della popolazione del 2000.